# تماماً به‌دست خودم
«تماماً به‌دست خودم» (به انگلیسی: All by Myself) تک‌آهنگی از اریک کارمن است که در سال ۱۹۷۵ میلادی منتشر شد.